# Tipula (Spinitipula) spinimarginata
Tipula (Spinitipula) spinimarginata is een tweevleugelige uit de familie langpootmuggen (Tipulidae). De soort komt voor in het Afrotropisch gebied.